# Bosszú (televíziós sorozat, 2013)
A Bosszú (eredeti cím: İntikam) 2013 és 2014 között vetített török televíziós filmsorozat. Törökországban 2013. január 3-a és 2014. február 20-a között tűzte műsorra a Kanal D csatorna. Magyarországon az AXN White csatorna tűzte műsorra 2017. április 19-e és 2017. június 19-e között. Majd 2020. április 27-től az RTL Klub.

## Történet
Derin Çelik még kislány volt, amikor édesapját, Adil Çeliket koholt vádak alapján elítélték. Évekkel később Yağmur Özden néven visszatér Isztambulba azzal a céllal, hogy bosszút álljon azokon a személyeken, akik tönkretették az édesapját.

## Szereplők

### Főszereplők
| Színész           | Szerepnév                  | Megjegyzés                                      | Magyar hang           |
| ----------------- | -------------------------- | ----------------------------------------------- | --------------------- |
| Beren Saat        | Derin Çelik / Yağmur Özden | Adil és Hale lánya                              | Kelemen Kata          |
| Mert Fırat        | Emre Arsoy                 | Haldun és Şahika fia, Cemre testvére            | Seder Gábor           |
| Nejat İşler       | Rüzgar Denizci (1.)        | Barış testvére                                  | Gubányi György István |
| Engin Hepileri    | Hakan Eren                 | Adil és Derin/Yağmur barátja                    | Karácsonyi Zoltán     |
| Arzu Gamze Kılınç | Şahika Arsoy               | Haldun felesége, Emre és Cemre édesanyja        | Szórádi Erika         |
| Zafer Algöz       | Haldun Arsoy               | Şahika férje, Emre édesapja                     | Katona Zoltán         |
| Ezgi Eyüboğlu     | Cemre Arsoy                | Şahika és Adil lánya, Emre és Derin testvére    | Szabó Zselyke         |
| Dilşat Çelebi     | Aslı Sağlam (1.)           | Rendezvényszervező                              | Andrádi Zsanett       |
| Can Sihapi        | Barış Denizci              | Rüzgar testvére                                 | Renácz Zoltán         |
| Didem Uzel        | Leyla Saygın               | Adil titkárnője, Ahmet felesége                 | F. Nagy Eszter        |
| Başak Daşman      | Yağmur Özden / Derin Çelik | Derin társa a javítóintézetben, Rüzgar felesége | Kis-Kovács Luca       |
| Seda Demir        | Selen Durmaz               | Haldun és Şahika fogadott lánya                 | Dögei Éva             |
| Celil Nalçakan    | Adem Karakuş               | Biztonsági főnök az Arsoy-házban                |                       |
| Burak Davutoğlu   | Adil Çelik                 | Derin és Cemre édesapja                         | Tokaji Csaba          |
| Çagdaş Agun       | Igor                       | Derin és Ali mentora                            |                       |
| Ceren Reis        | Derin Çelik (gyerek)       | Adil lánya                                      |                       |
| Görkem Demirkan   | Rüzgar Denizci (gyerek)    | Barış testvére, Derin barátja                   |                       |
| Yiğit Özşener     | Rüzgar Denizci (2.)        | Barış testvére                                  |                       |
| Alican Yücesoy    | Ali Sülen                  | Derin barátja                                   |                       |
| Zeynep Özder      | Aslı Sağlam (2.)           | Emre barátnője                                  |                       |
| Tilbe Saran       | Hale Çelik                 | Adil felesége, Derin édesanyja                  |                       |

### Vendég- és mellékszereplők
- Alptekin Serdengeçti .... Orhan Demirci – Bróker
- Asuman Karakollukcu
- Barış Eruyar
- Batuhan Ekşi .... Anıl – Cemre barátja
- Batur Belirdi .... Ahmet Saygın – Leyla férje
- Bedia Ener .... Müdi – A javítóintézet igazgatónője
- Berrak Onay
- Burak Kaya
- Çetin Karaman
- Çiğdem Özer
- Damla Bağır
- Ercan Ertan
- Göknur Tunalı
- Mahir Arif Övüt
- Mehmet Tanriöver
- Meral Akçeşme – Ápolónő
- Mine Tüfekçioğlu .... Ayşe Ceylan – Pszichiáter, Derin Çelik gyermekpszichológusa
- Muhammed Ali Tuncer – Hakan testőre
- Mustafa Şahin
- Mutlu Güney – Rüzgar és Barış édesapja
- Neslihan Aka – Rendőr
- Nigar Alkan
- Nurdan Kekeç
- Pelin Yerser
- Renan Karagözoğlu
- Rıza Sönmez
- Senem Kalender .... Semra Uçkan- Sadri felesége
- Serdar Çakmak  – Rendőr az Adem Karakuş-ügyben
- Tekin Temel .... Sadri Uçkan – Ügyész az Adil Çelik-perben
- Tuğçe Akiş
- Tuncay Tezküser
- Vildan Mutlu
- Yadigar Erbaş  – Orvos
- Zeki Eker
- Zeynep Aksoy
- Zeynep Kaçar .... Ebru – Riporter
- Zeynep Melis Cangüler Candan – Flamenco táncosnő

## Évados áttekintés
| Évadok | Évadok | Epizódok | Epizódok | Eredeti sugárzás     | Eredeti sugárzás  | Eredeti sugárzás | Magyar sugárzás   | Magyar sugárzás  | Magyar sugárzás |
| Évadok | Évadok | Eredeti  | Magyar   | Évadpremier          | Évadfinálé        | Eredeti adó      | Évadpremier       | Évadfinálé       | Magyar adó      |
| ------ | ------ | -------- | -------- | -------------------- | ----------------- | ---------------- | ----------------- | ---------------- | --------------- |
|        | 1.     | 22       | 44       | 2013. január 3.      | 2013. június 6.   | Kanal D          | 2017. április 19. | 2017. május 18.  | AXN White       |
|        | 2.     | 22       | 44       | 2013. szeptember 12. | 2014. február 20. | Kanal D          | 2017. május 19.   | 2017. június 19. | AXN White       |

## Korábbi verzió
A 2011-ben készült amerikai Bosszú, melynek főszereplője Emily VanCamp.